# 高良涧进水闸
高良涧进水闸，位于江苏省淮安市洪泽县，是中华人民共和国江苏省文物保护单位之一。
2011年12月30日，授予江苏省文物保护单位，是一座近现代重要史迹及代表性建筑。

## 技术概况
高良涧进水闸位于淮安市洪泽县高涧镇境内，是苏北灌溉总渠的渠首，为洪泽湖的控制工程之一。
高良涧进水闸共16孔，每孔净宽4.2m，闸室总宽81.24m，全闸总长173.06m, 闸孔净高4.0m，设计流量800m3/s。闸顶高程19.5m，闸底高程7.5m；左右堤顶高程19.5m。底板为混凝土平底板，采用消力池消能，消力池底高程6.0m。闸上交通桥按汽-10设计, 净宽8.0m，桥面高程19.5m。闸工作桥宽4.5m，桥面高程19.5m。岸墙及上游翼墙为圆弧型空箱式钢筋混凝土结构，上游翼墙圆弧半径为50m。下游翼墙为重力式浆砌块石结构，圆弧半径为40m。

## 历史
建成于1952年7月，历史上共进行过4次较大规模的加固和3次大修。最近一次是2012年9月4日，省发展改革委以苏发改农经发〔2012〕1313号文批复加固改造。